# Daniel Dziwniel
Daniel Dziwniel (ur. 19 sierpnia 1992 we Frankfurcie nad Menem) – polski piłkarz występujący na pozycji obrońcy w klubie Podbeskidzie Bielsko-Biała. Były reprezentant Polski do lat 21.

## Kariera klubowa

### Ruch Chorzów
W 2013 roku Dziwniel został piłkarzem Ruchu Chorzów, do którego przyszedł z trzecioligowego niemieckiego Kickers Offenbach. W barwach klubu zadebiutował 21 lipca 2013 roku podczas meczu z Lechem Poznań, zaś pierwszą bramkę w polskiej Ekstraklasie zdobył 1 grudnia 2013 roku w spotkaniu z Cracovią.

### FC Sankt Gallen
W styczniu 2015 roku podpisał 3,5-letni kontrakt ze szwajcarskim FC Sankt Gallen. W klubie zadebiutował 4 kwietnia 2015 roku, a w całym sezonie rozegrał jedynie 3 spotkania. Sezon 2015/16 rozpoczął na ławce rezerwowych, jednak 13 września w meczu rezerw doznał zerwania wiązadła krzyżowego, przez co nie wystąpił w ani jednym spotkaniu do końca sezonu.

### Zagłębie Lubin
13 czerwca 2016 podpisał kontrakt z Zagłębiem Lubin. Trzy lata później Zagłębie nie przedłużyło z nim umowy, w związku z tym opuścił klub.

### Korona Kielce
Latem 2019 został piłkarzem Korony Kielce. W klubie był rezerwowym, dlatego w 2020 odszedł z zespołu.

### Sandecja Nowy Sącz
25 sierpnia 2020 podpisał roczną umowę z Sandecją Nowy Sącz.

## Kariera reprezentacyjna
Od 2012 do 2014 występował w reprezentacji Polski do lat 21, rozgrywając w tym czasie m.in. sześć spotkań w ramach kwalifikacji do Mistrzostw Europy.